# Aruba
Aruba (en neerlandès, Aruba; en papiament, Aruba) és una illa del Carib situada 10 quilòmetres al nord de la península de Paraguaná (Veneçuela), part del Regne dels Països Baixos. Juntament amb Bonaire i Curaçao forma les illes ABC. Té una població d'uns 100.000 habitants i una superfície de 180 km². Té un clima sec, cosa que desproveeix l'illa de la vegetació tropical que sovint s'associa amb el Carib.
Aruba és un dels quatre països que formen el Regne dels Països Baixos, juntament amb els Països Baixos, Curaçao i Sint Maarten; els ciutadans d'aquests països són tots holandesos. Aruba no té subdivisions administratives, però, a efectes censals, està dividida en vuit regions. La seva capital és Oranjestad.
A diferència de gran part de la regió del Carib, Aruba té un clima sec i un paisatge àrid i ple de cactus. El clima relativament càlid i assolellat i el clima permeten activitats turístiques relacionades durant tot l'any. La seva superfície és de 179 km i és força densament poblat, amb 108.166 habitants segons el cens de 2020.

## Etimologia
El nom d'Aruba probablement prové del Caquetio Oruba que significa "illa ben situada", ja que eren els Caquetio els que estaven presents a l'illa quan Alonso de Ojeda la va trepitjar per primera vegada. Entre 1529 i la signatura del Tractat de Westfàlia (1648), els espanyols van utilitzar per a l'illa el nom "Isla de Oruba". Després de la signatura, l'illa va ser cedida als holandesos i el seu nom es va canviar per Aruba.
Hi havia molts noms diferents per a Aruba utilitzats per altres grups amerindis, tots els quals podrien haver contribuït al nom actual d'Aruba. Un altre nom de Caquetio per a l'illa era Oibubia que significa "illa guiada". El nom taino de l'illa era Arubeira. El Kalinago també tenia dos noms per a l'illa Ora Oubao que significa "illa de la closca" i Oirubae que significa "Company de Curaçao".
Una idea errònia comuna és que el nom Aruba prové de l'espanyol Oro hubo que significa "Hi havia or". Tanmateix, els espanyols no van trobar or a Aruba durant el temps de la seva ocupació, anomenant Aruba i la resta de les illes ABC Islas Inútiles, a causa de la manca d'or. No va ser fins molt més tard, l'any 1824 que Willem Rasmijn va trobar or a Aruba, iniciant la febre de l'or d'Aruba. Un altre nom espanyol primerenc per a Aruba va ser Isla de Brasil, anomenada així a causa dels molts arbres de Brazilwood que van créixer a l'illa.

## Història

### Època precolonial

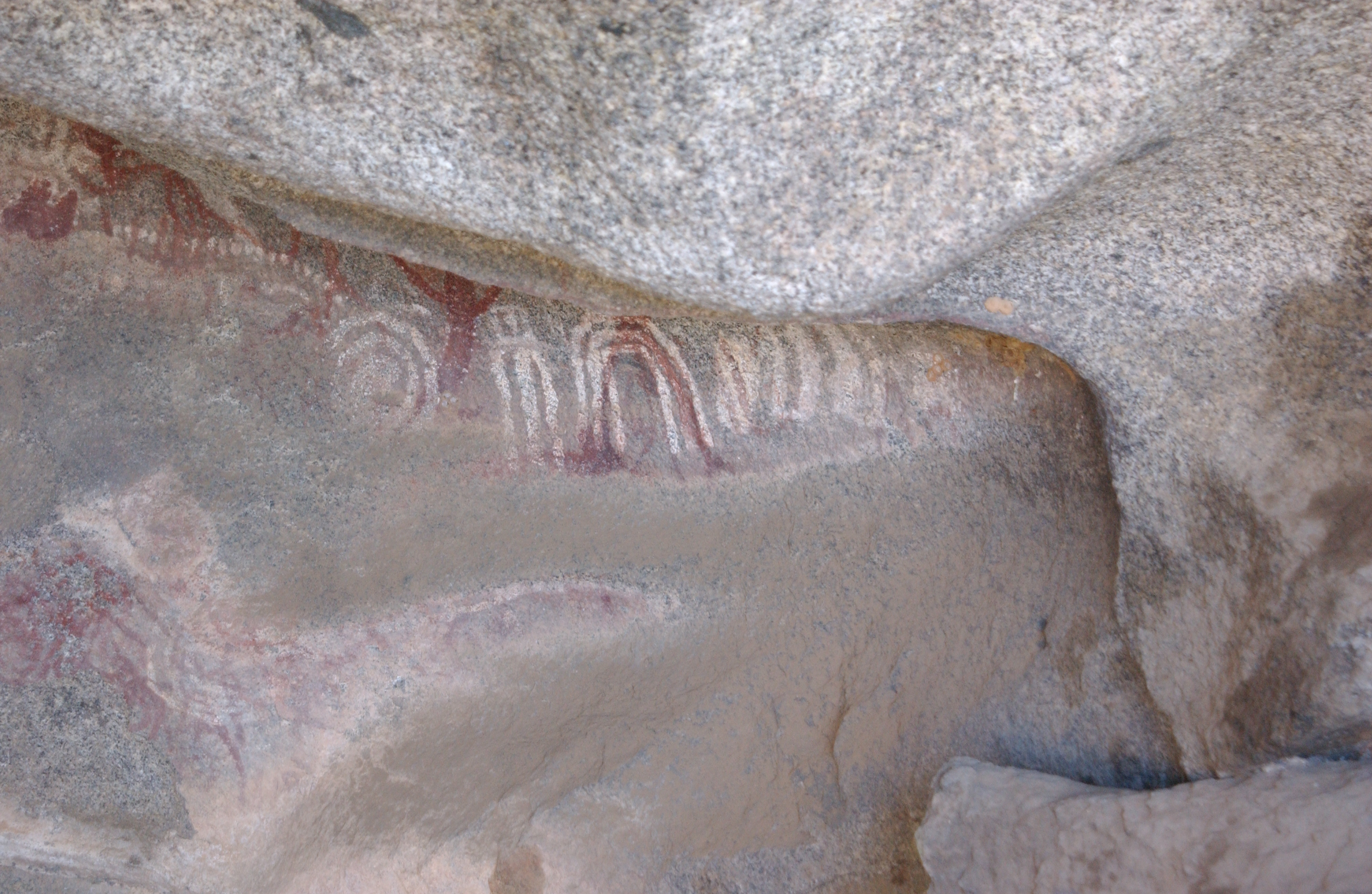
Petroglifs arawak a les roques d'Ayo

Hi ha hagut presència humana a Aruba des de l'any 2000 aC. El primer grup identificable són els amerindis Arawak Caquetío que van emigrar d'Amèrica del Sud cap a l'any 1000 dC. L'evidència arqueològica suggereix enllaços continus entre aquests nadius d'Aruba i els pobles amerindis de l'Amèrica del Sud continental.

### Colonització espanyola
Els primers europeus que van visitar Aruba van ser Amerigo Vespucci i Alonso de Ojeda el 1499, que van reclamar l'illa per a Espanya. Tots dos homes van descriure Aruba com una "illa de gegants", remarcant la relativament gran estatura dels caquetíos nadius. Vespucci va tornar a Espanya amb estocs de cotó i fusta de Brasil de l'illa i va descriure cases construïdes a l'oceà. Els contes de Vespucci i Ojeda van estimular l'interès per Aruba i els espanyols van començar a colonitzar l'illa. Alonso de Ojeda va ser nomenat primer governador de l'illa el 1508. A partir de 1513 els espanyols van començar a esclavitzar els caquetíos, enviant molts a una vida de treballs forçats a les mines d'Hispaniola. Les baixes precipitacions i el paisatge àrid de l'illa van fer que no es considerés rendible per a un sistema de plantacions basat en esclaus, de manera que el tipus d'esclavitud a gran escala tan comuna a altres illes del Carib mai es va establir a Aruba.

### Primer període holandès

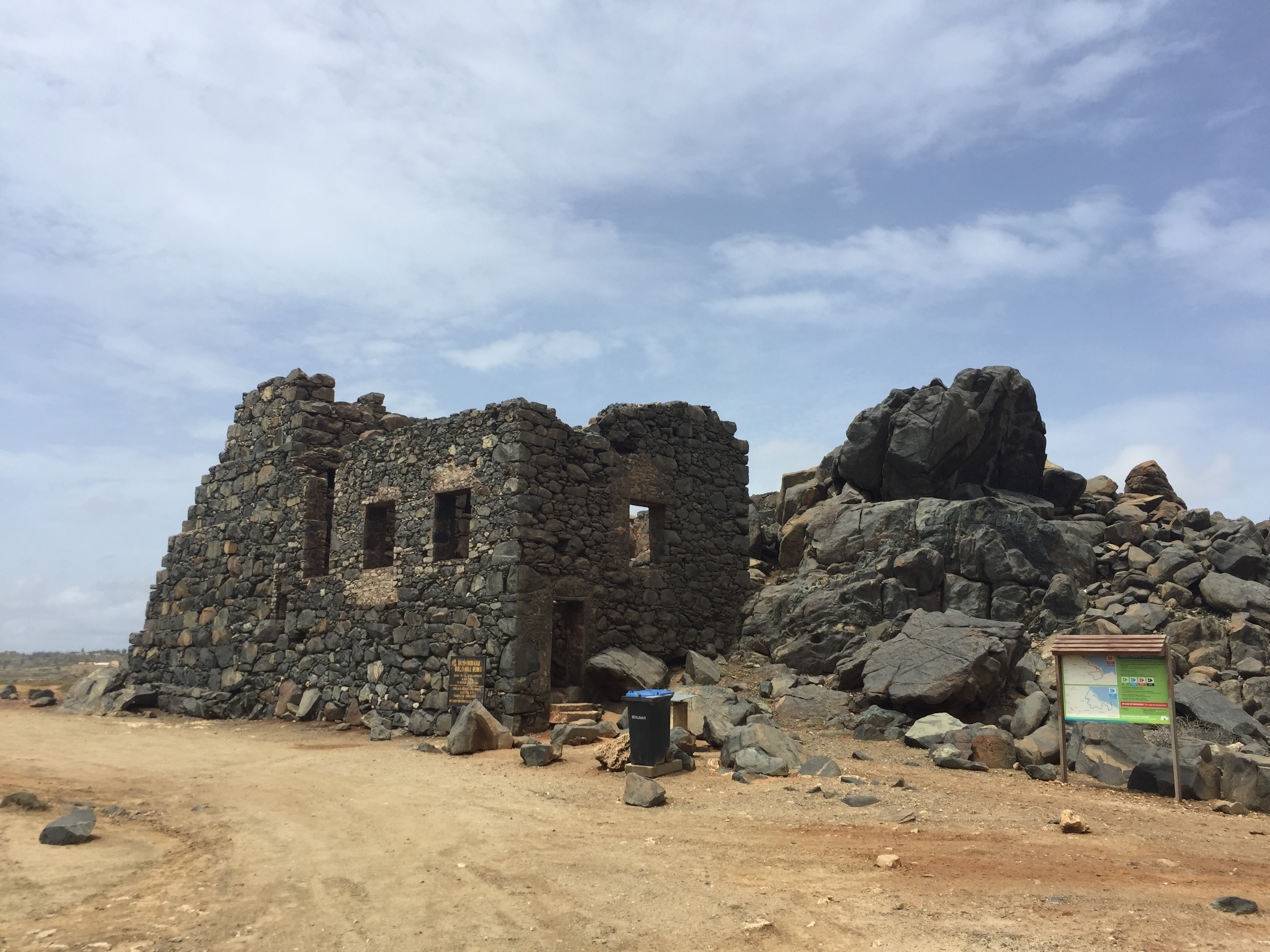
Restes d'un molí d'or a Bushiribana

Els Països Baixos es van apoderar d'Aruba el 1636 en el curs de la Guerra dels Trenta Anys. Peter Stuyvesant, més tard nomenat a Nova Amsterdam (Nova York), va ser el primer governador holandès. Aquells arawak que havien sobreviscut a les depredacions dels espanyols se'ls va permetre cultivar i pasturar bestiar, i els holandesos utilitzaven l'illa com a font de carn per a les seves altres possessions al Carib. La proximitat d'Aruba a Amèrica del Sud va donar lloc a interaccions amb les cultures de les zones costaneres; per exemple, es poden veure semblances arquitectòniques entre les parts del segle XIX d'Oranjestad i la propera ciutat veneçolana de Coro a l'estat Falcón neerlandès no es parlava àmpliament a l'illa fora de l'administració colonial; el seu ús va augmentar a finals del segle XIX i principis del XX. Els estudiants de Curaçao, Aruba i Bonaire van aprendre predominantment en espanyol fins a finals del segle xviii.
Durant les guerres napoleòniques, l'Imperi Britànic va prendre el control de l'illa, ocupant-la entre 1806 i 1816, abans de tornar-la als holandesos segons els termes del Tractat anglo-holandès de 1814. Posteriorment, Aruba va passar a formar part de la Colònia de Curaçao i les Dependències juntament amb Bonaire. Durant el segle xix, es va desenvolupar una economia basada en la mineria d'or, la producció de fosfats i les plantacions d'àloe vera, però l'illa va romandre una aigua relativament pobre.

### Segles XX i XXI
La primera refineria de petroli a Aruba va ser construïda l'any 1928 per Royal Dutch Shell. La instal·lació es va construir just a l'oest de la capital, Oranjestad, i s'anomenava comunament l'Àguila. Immediatament després d'això, Lago Oil and Transport Company va construir una altra refineria, en una zona que ara es coneix com a San Nicolas a l'extrem est d'Aruba. Les refineries processaven petroli cru dels extensos jaciments de petroli veneçolans, aportant una major prosperitat a l'illa. La refineria d'Aruba es va convertir en una de les més grans del món.
Durant la Segona Guerra Mundial, els Països Baixos van ser ocupats per l'Alemanya nazi. El 1940, les instal·lacions petrolieres d'Aruba van quedar sota l'administració del govern holandès a l'exili a Londres, cosa que va fer que fossin atacades per la marina alemanya el 1942.

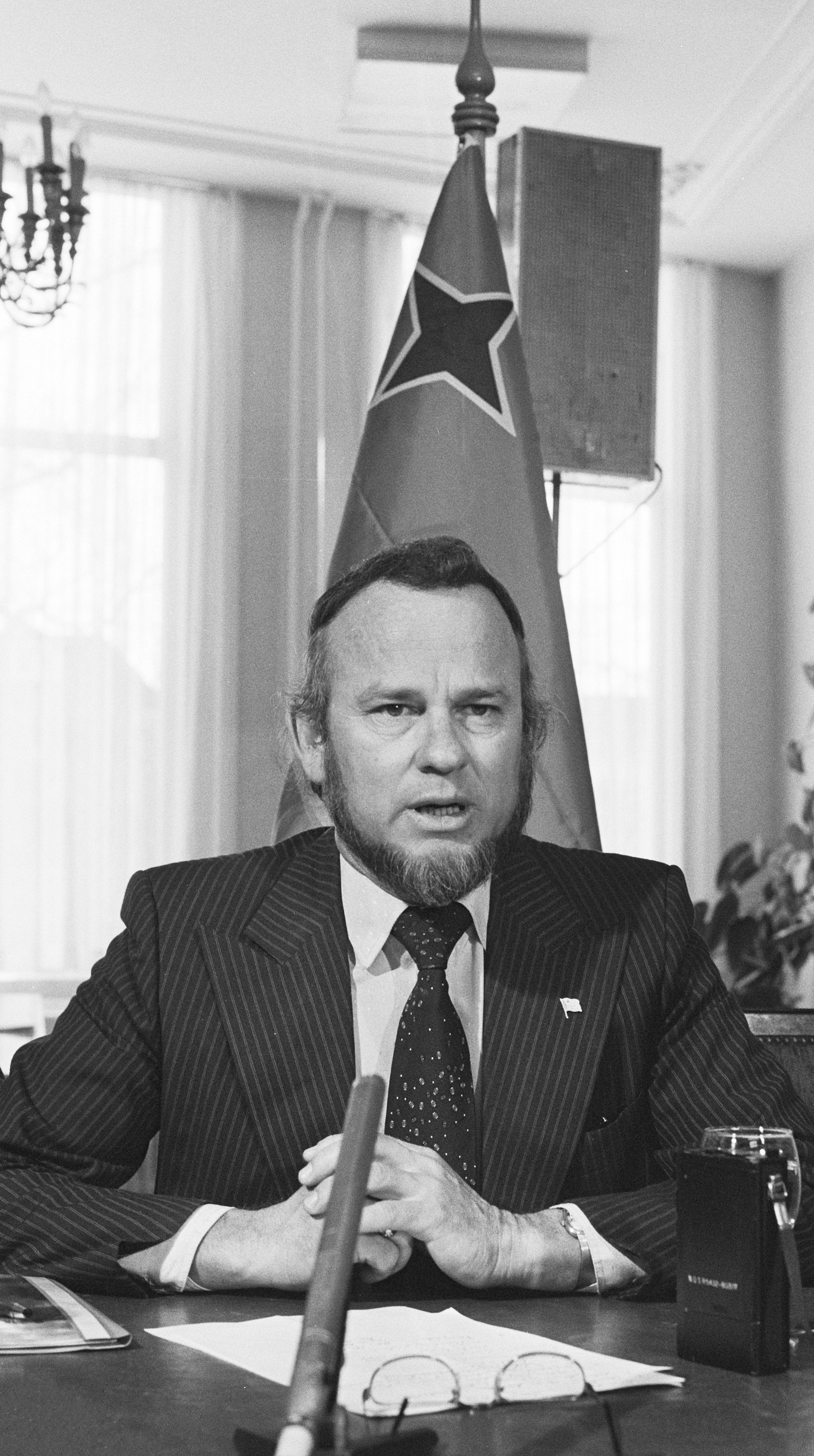
Betico Croes, una figura fonamental en l'impuls d'Aruba per una major autonomia als anys 70-80

L'agost de 1947, Aruba va formular el seu primer Estatut (constitució) com a estat autònom dins del Regne dels Països Baixos, impulsat pels esforços de Henny Eman, un destacat polític d'Aruba. El 1954 es va establir la Carta del Regne dels Països Baixos, que proporciona un marc per a les relacions entre Aruba i la resta del Regne. Això va crear les Antilles Neerlandeses, que van unir totes les colònies holandeses del Carib en una estructura administrativa. No obstant això, molts arubans estaven descontents amb l'acord, ja que es considerava que el nou sistema polític estava dominat per Curaçao.
El 1972, en una conferència a Surinam, Betico Croes, un polític d'Aruba, va proposar la creació d'una Mancomunitat holandesa de quatre estats: Aruba, els Països Baixos, Surinam i les Antilles Neerlandeses, cadascun per tenir la seva pròpia nacionalitat. Recolzat pel seu partit recentment creat, el Movimiento Electoral di Pueblo, Croes va buscar una major autonomia per a Aruba, amb l'objectiu a llarg termini de la independència, adoptant els símbols d'un estat independent el 1976 amb la creació d'una bandera i un himne nacional. El març de 1977 es va celebrar un referèndum amb el suport de les Nacions Unides. El 82% dels participants van votar a favor de la independència total dels Països Baixos. Les tensions van augmentar a mesura que Croes va augmentar la pressió sobre el govern holandès organitzant una vaga general el 1977. Més tard, Croes es va reunir amb el primer ministre holandès Joop den Uyl, i les dues parts van acordar assignar l'Institut d'Estudis Socials de La Haia per preparar un estudi per a la independència, titulat Aruba en Onafhankelijkheid, achtergronden, modaliteiten, en mogelijkheden; een rapport in eerste aanleg (Aruba i la independència, antecedents, modalitats i oportunitats; un informe preliminar) (1978).

### Autonomia
El març de 1983, Aruba va arribar a un acord oficial dins del Regne per a la seva independència, que es desenvoluparà en una sèrie de passos a mesura que la Corona atorgués una autonomia creixent. L'agost de 1985, Aruba va redactar una constitució que va ser aprovada per unanimitat. L'1 de gener de 1986, després de celebrar-se les eleccions per al seu primer parlament, Aruba es va separar de les Antilles Neerlandeses, convertint-se oficialment en un país del Regne dels Països Baixos, amb la independència total prevista per al 1996. No obstant això, Croes va resultar greument ferit en un accident de trànsit el 1985, i va caure en coma. Va morir el 1986, sense veure mai la promulgació de l'estatus aparte per a Aruba per al qual havia treballat durant molts anys. Aruba formà part de les Antilles Neerlandeses fins al gener de 1986, en què assolí un estatut especial del regne dels Països Baixos, amb la perspectiva d'assolir la independència en l'1 de gener de 1996.
Des de les eleccions del gener de 1989 els 21 escons de l'Assemblea legislativa (Staten) restaren repartits entre el Moviment Electoral del Poble (MEP) i el Partit del Poble d'Aruba (AVP); ambdues formacions integren el Govern de coalició que, des del febrer del mateix any, presideix el Primer Ministre Mike Eman, membre de l'AVP.
Després de la seva mort, Croes va ser proclamat Libertador d'Aruba. El successor de Croes, Henny Eman, del Partit Popular d'Aruba (AVP), es va convertir en el primer primer ministre d'Aruba. El 1985, la refineria de petroli d'Aruba va tancar. Havia proporcionat a Aruba el 30 % dels seus ingressos reals i el 50 % dels ingressos del govern. L'important cop a l'economia va provocar un augment espectacular del turisme, i aquest sector s'ha expandit fins a convertir-se en la indústria més gran de l'illa. En una convenció a La Haia el 1990, a petició del primer ministre d'Aruba, Nelson Oduber, els governs d'Aruba, els Països Baixos i les Antilles Neerlandeses van ajornar indefinidament la transició d'Aruba cap a la independència total. L'article que programava la independència total d'Aruba va ser anul·lat el 1995, tot i que es va decidir que el procés es podria reactivar després d'un altre referèndum.

## Geografia

Mapa d'Aruba

L'illa és generalment plana i sense rius. Posseeix platges de sorra blanca, localitzades en les costes oest i sud de l'illa; a l'interior de l'illa hi ha alguns pujols, dels quals destaquen el Hooiberg (165 m) i la Muntanya Jamanota (188 m), que és el punt més alt de l'illa. Oranjestad, la seva capital, està localitzada a 12° 19′ N, 70° 1′ O / 12.317°N,70.017°O, està situada a 25 km al nord de Veneçuela. Aruba té platges de sorra blanca a les costes occidental i sud de l'illa, relativament protegits dels corrents oceànics ferotges. Aquí és on viu el gruix de la població i on s'ha produït més desenvolupament turístic. Les costes nord i oriental, mancades d'aquesta protecció, estan considerablement més atrotinades pel mar i s'han quedat pràcticament intactes. A partir de l'any 2022, Aruba només té el 2,3% de la superfície forestal coberta i només el 0,5% de l'àrea natural protegida. El pont natural era un gran pont de pedra calcària format naturalment a la costa nord de l'illa. Va ser una destinació turística popular fins al seu enfonsament el 2005.
El clima local és del tipus semiàrid tropical marítim, amb petites variacions de temperatura en l'any. La mitjana pluviomètrica anual és d'uns 570 mm.

### Ciutats i pobles

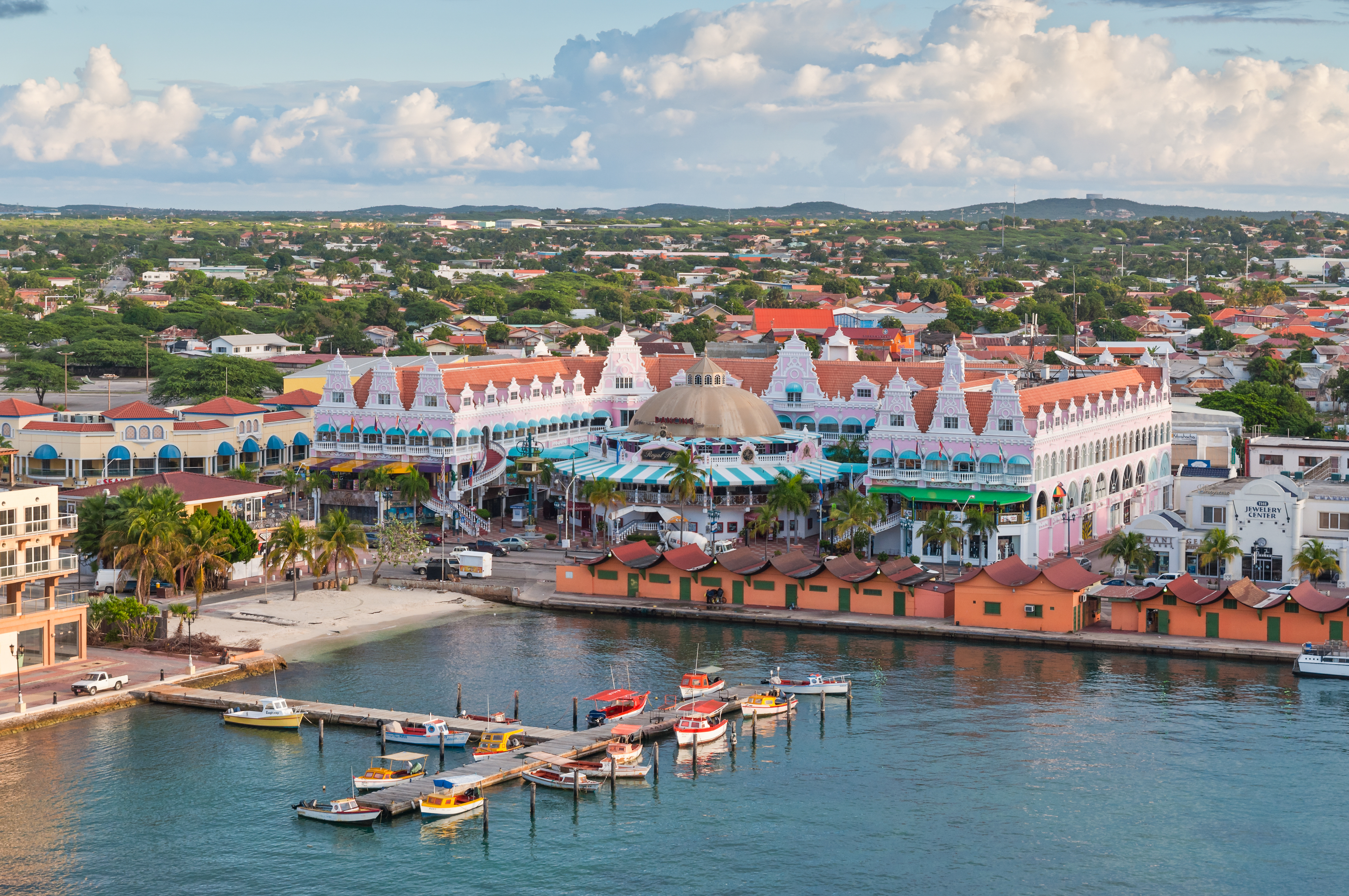
Vista des de dalt d'edificis de colors a Oranjestad a l'illa d'Aruba al sol del matí

L'illa, amb una població d'unes 116.600 persones (estimació de l'1 de gener de 2019) no té grans ciutats. Està dividit en sis districtes. La major part de la població de l'illa resideix als dos districtes principals semblants a les ciutats d'Oranjestad (la capital) i San Nicolaas. Oranjestad i San Nicolaas es divideixen en dos districtes només amb finalitats censals.
Els districtes són els següents:
- Noord
- Oranjestad (est i oest)
- Paradera
- San Nicolaas (nord i sud)
- Santa Cruz
- Savaneta

### Clima i riscos naturals
Segons la classificació climàtica de Köppen, Aruba té un clima semiàrid calent (Köppen BSh). Les pluges són escasses, només 500 mm per any; en particular, l'estació de pluges és més seca del que és normalment als climes tropicals; durant l'estació seca, gairebé mai plou. A causa de l'escassetat de pluges, el paisatge d'Aruba és àrid. La temperatura mitjana mensual a Oranjestad varia poc de 27.0 °C (80.6 °F) a 29.6 °C (85.3 °F), moderada pels constants vents alisis de l'oceà Atlàntic, que provenen del nord-est. Les precipitacions anuals amb prou feines superen 450 mil·limetres o 18 polzades a Oranjestad, tot i que són extremadament variables i poden variar des dels 150 mm durant els anys forts d'El Niño (per exemple, 1911/1912, 1930/1931, 1982/1983)., 1997/1998) a més de 1,000 mil·limetres o 39 polzades als anys La Niña com 1933/1934, 1970/1971 o 1988/1989.
Aruba es troba al sud de les latituds típiques dels huracans però es va veure afectada per dos en les seves primeres etapes a finals de 2020.

## Regions

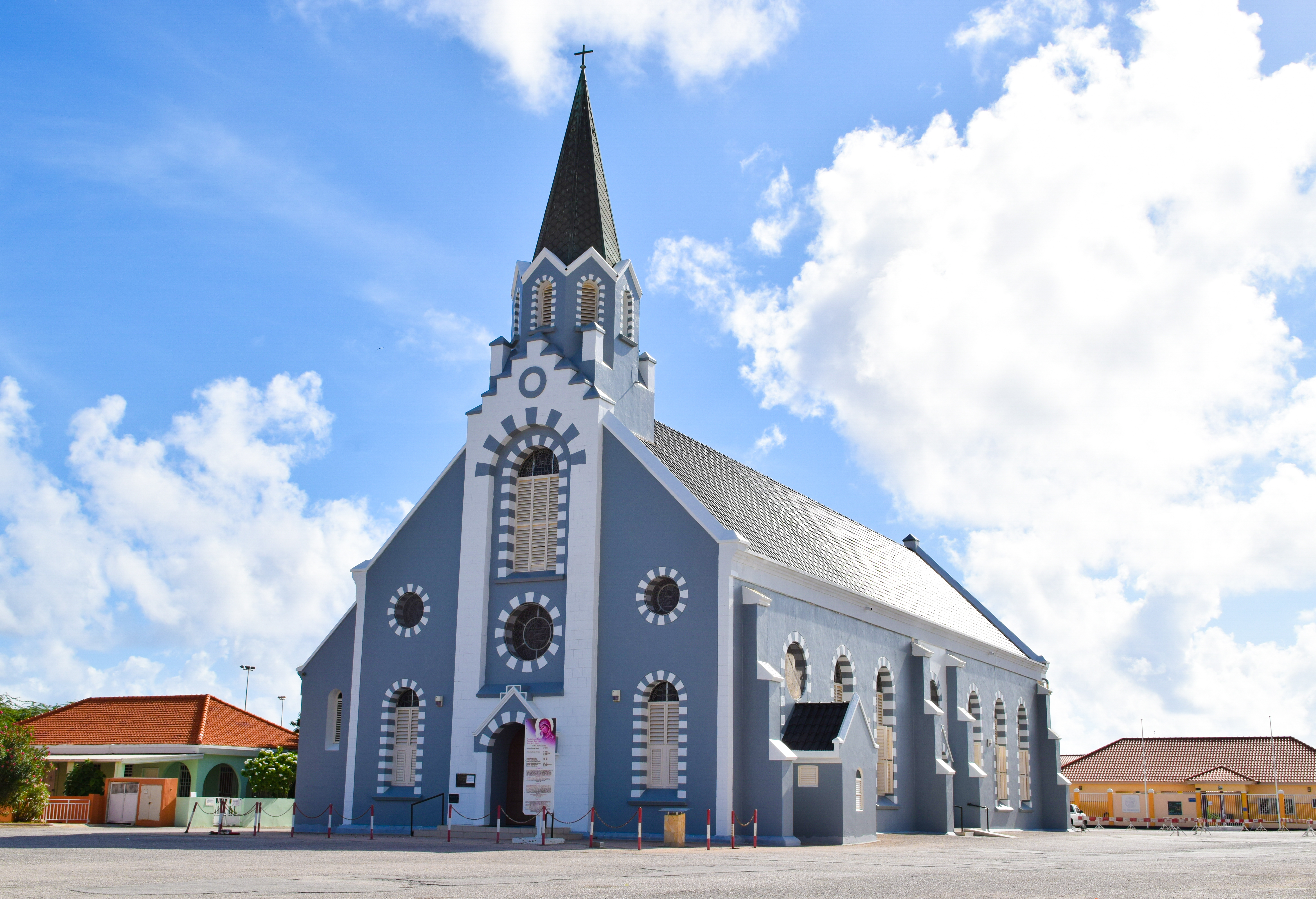
Església catòlica de Santa Anna, Aruba

Aruba es divideix cartogràficament en vuit per als censos; aquestes regions no tenen cap funció administrativa; alguns fan referència a parròquies que inclouen algunes instal·lacions benèfiques de la comunitat.

## Govern

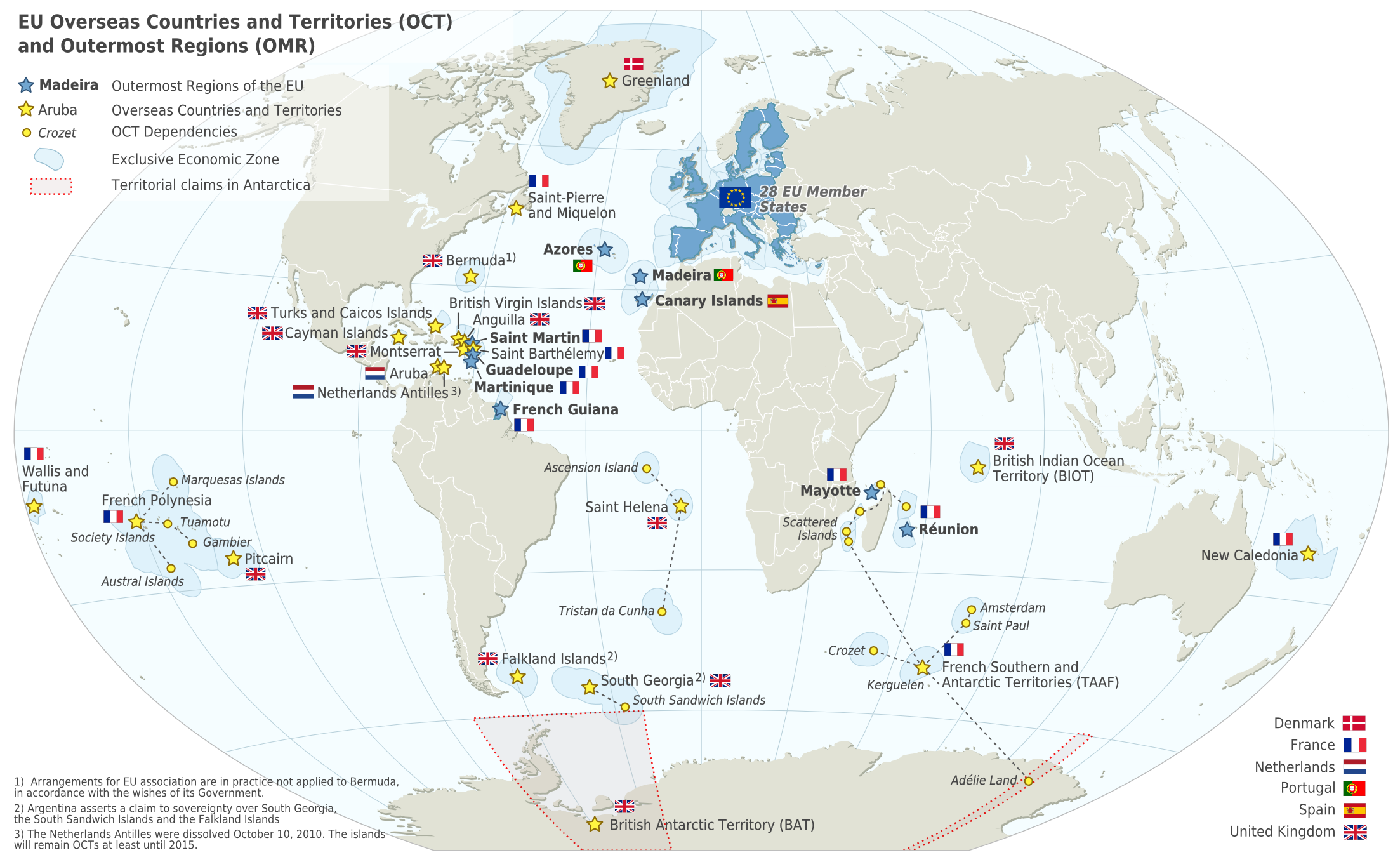
Mapa de la Unió Europea al món amb països i territoris d'ultramar i regions ultraperiferiques

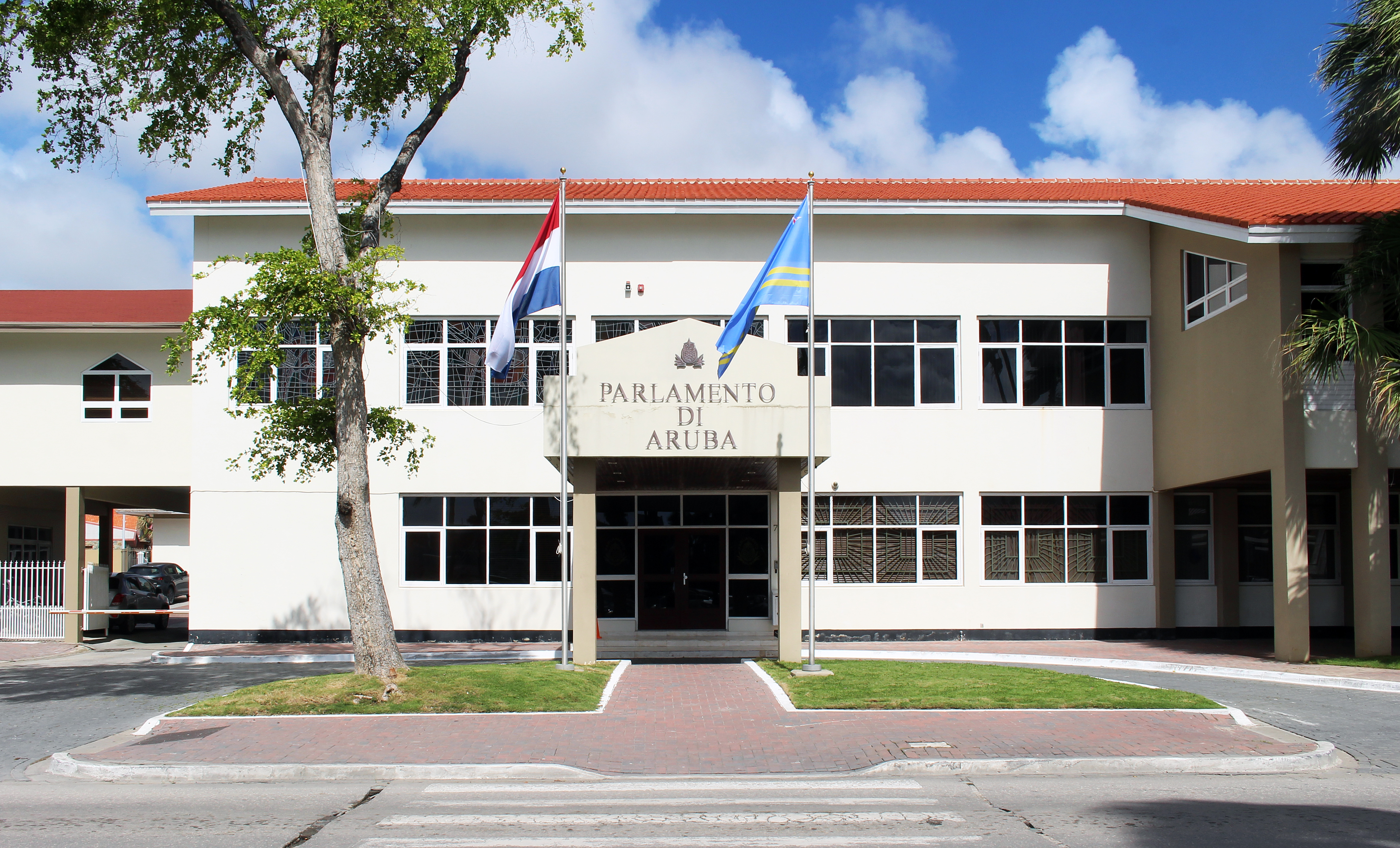
Parlament d'Aruba a Oranjestad

Juntament amb els Països Baixos, Curaçao i Sint Maarten, Aruba és un país constituent del Regne dels Països Baixos, amb autonomia interna. Assumptes com els afers exteriors i la defensa els gestionen els Països Baixos. La política d'Aruba té lloc en el marc d'un Staten (Parlament) de 21 membres i un gabinet de vuit membres; els 21 membres de Staten són elegits per vot popular directe per a un mandat de quatre anys. El governador d'Aruba és nomenat per un mandat de sis anys pel monarca, i el primer ministre i el viceprimer ministre són elegits indirectament per l'Estat per a mandats de quatre anys.
Aruba era antigament una part de les (ara desaparegudes) Antilles Neerlandeses; tanmateix, es va separar d'aquesta entitat el 1986, obtenint la seva pròpia constitució.
Aruba està designada com a membre dels països i territoris d'ultramar (OCT) i, per tant, oficialment no forma part de la Unió Europea, tot i que Aruba pot rebre i rep el suport del Fons Europeu de Desenvolupament.

### Política
El sistema legal d'Aruba es basa en el model holandès. A Aruba, la jurisdicció legal recau en el Gerecht in Eerste Aanleg (Tribunal de Primera Instància) a Aruba, el Gemeenschappelijk Hof van Justitie van Aruba, Curaçao, Sint Maarten, en van Bonaire, Sint Eustatius en Saba (Tribunal Conjunt de Justícia d'Aruba, Curaçao, Sint Maarten, i de Bonaire, Sint Eustatius i Saba) i el Tribunal Suprem dels Països Baixos. El Korps Politie Aruba (Força de Policia d'Aruba) és l'agència d'aplicació de la llei de l'illa i opera els districtes de districte a Oranjestad, Noord, San Nicolaas i Santa Cruz, on té la seu.
La despesa amb dèficit ha estat un element bàsic en la història d'Aruba, i també hi ha estat present una inflació modestament alta. El 2006, el deute del govern havia crescut fins a 1.883 mil milions de florins d'Aruba. El 2006, el govern d'Aruba va canviar diverses lleis fiscals per reduir el dèficit. Els impostos directes s'han convertit en impostos indirectes tal com va proposar l'FMI.

### Relacions exteriors
Aruba és un dels països i territoris d'ultramar (OCT) de la Unió Europea i manté relacions econòmiques i culturals amb la Unió Europea i els Estats Units. Aruba també és membre de diverses organitzacions internacionals com el Fons Monetari Internacional i la Interpol.

### Militars
La defensa d'Aruba és responsabilitat del Regne dels Països Baixos. Les Forces Armades Holandeses que protegeixen l'illa inclouen la Marina, el Cos de Marines i la Guàrdia Costanera, inclosa una guàrdia nacional.

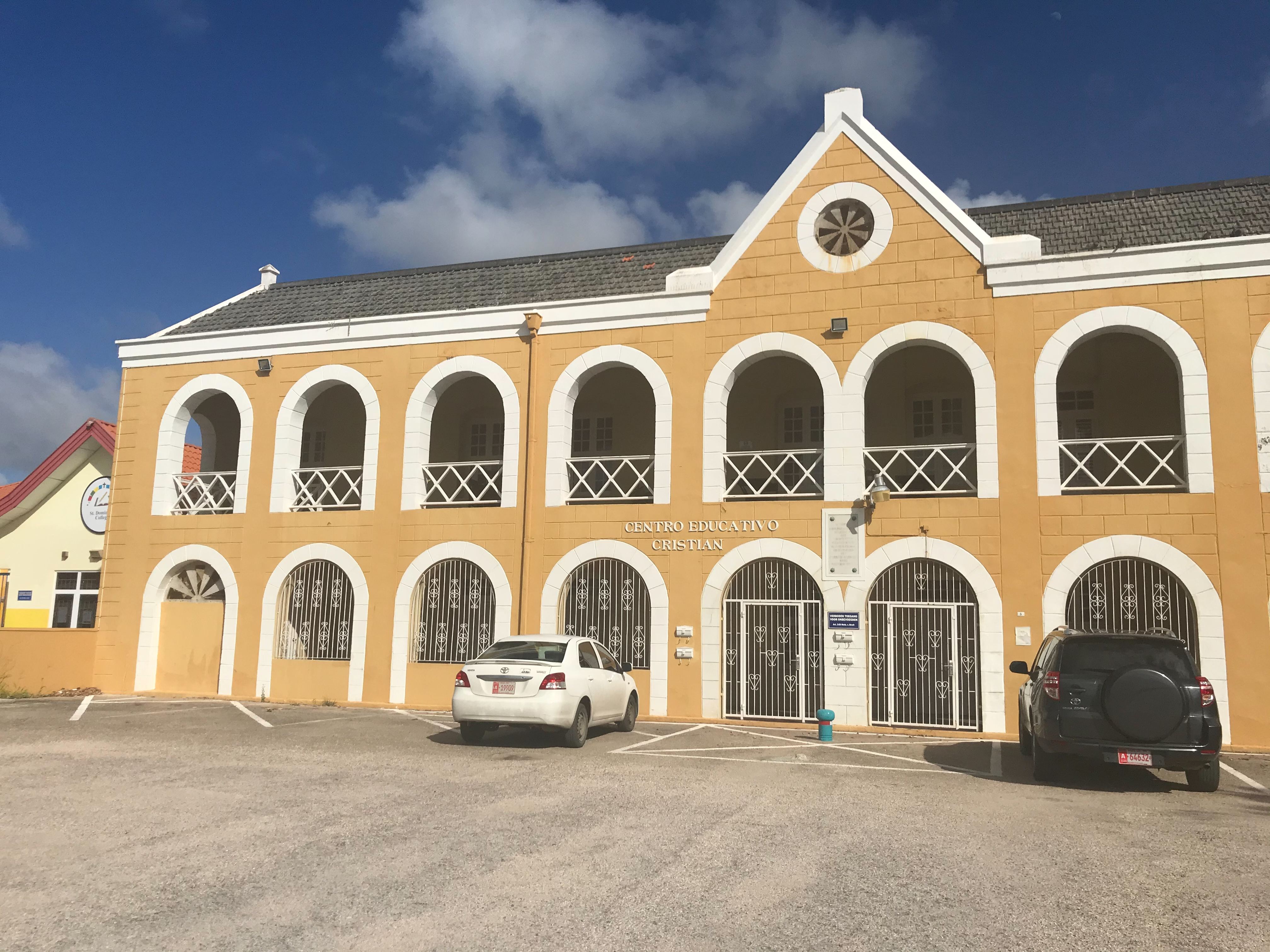
Universitat d'Aruba

Totes les forces estan estacionades a la base de Marines a Savaneta. A més, l'any 1999, el Departament de Defensa dels EUA va establir una ubicació operativa endavant (FOL) a l'aeroport.

## Educació
El sistema educatiu d'Aruba segueix el model del sistema educatiu holandès. El govern d'Aruba finança el sistema educatiu nacional públic.
Les escoles són una barreja de públic i privat, incloent-hi l’Escola Internacional d'Aruba, el Col·legi Schakel i sobretot el Col·legi Aruba.
Hi ha tres escoles de medicina, American University School of Medicine Aruba (AUSOMA), Aureus University School of Medicine i Xavier University School of Medicine, així com la seva pròpia universitat nacional, la Universitat d'Aruba.

## Economia

Una representació proporcional de les exportacions d'Aruba, 2019

L'economia de l'illa està dominada per quatre indústries principals: el turisme, l'exportació d'àloe, la refinació de petroli i la banca offshore. Aruba té un dels nivells de vida més alts de la regió del Carib. El PIB per càpita (PPA) d'Aruba es va estimar en 37.500 dòlars el 2017. Els seus principals socis comercials són Colòmbia, els Estats Units, Veneçuela i els Països Baixos.
Els sectors de l'agricultura i la indústria són força mínims. La mineria d'or va ser important al segle xix. L'àloe es va introduir a Aruba el 1840, però no es va convertir en una gran exportació fins al 1890. Cornelius Eman va fundar Aruba Aloe Balm, i amb el temps la indústria es va convertir en molt important per a l'economia. En un moment donat, dos terços de l'illa es van cobrir amb camps d'Aloe Vera, i Aruba es va convertir en el major exportador d'àloe del món. La indústria continua avui, encara que a menor escala.
L'accés a la biocapacitat a Aruba és molt inferior a la mitjana mundial. El 2016, Aruba tenia 0,57 hectàrees globals de biocapacitat per persona al seu territori, molt menys que la mitjana mundial d'1,6 hectàrees globals per persona. El 2016, Aruba va utilitzar 6,5 hectàrees globals de biocapacitat per persona: la seva petjada ecològica de consum. Això significa que utilitzen gairebé 12 vegades la biocapacitat que conté Aruba. Aquesta és l'abast del dèficit de biocapacitat d'Aruba.
El tipus de canvi oficial del florí d'Aruba està vinculat al dòlar dels EUA a 1,80 florins a 1 dòlar dels EUA. Aquest fet, i la majoria dels turistes que són nord-americans, significa que les empreses dels districtes hotelers i turístics prefereixen comerciar amb el consumidor en dòlars dels EUA.
Aruba és un país pròsper. La desocupació és baixa (tot i que el govern no publica estadístiques des del 2013) i la renda per càpita és una de les més altes del Carib (aproximadament 24.087 dòlars). A finals de 2018, la taxa d'ocupació de les dones era del 56,6%.
Fins a mitjans de la dècada de 1980, la indústria principal d'Aruba era la refinació de petroli. Aleshores la refineria es va tancar i l'economia de l'illa es va desplaçar cap al turisme. Actualment, Aruba rep uns 1.235.673 (2007) convidats a l'any, dels quals tres quartes parts són nord-americans. El turisme se centra principalment en les platges i la mar. La refineria ha estat tancada i reiniciada repetidament durant les últimes dècades. En els darrers anys s'ha signat una carta d'intencions amb CITGO (filial nord-americana de la petroliera estatal veneçolana PDVSA) per a explorar la possibilitat de reobrir de nou la refineria.
Fins al 2009, els Països Baixos van concedir ajuda al desenvolupament a Aruba. Aquesta ajuda es destinava principalment a l'aplicació de la llei, l'educació, el desenvolupament administratiu, la sanitat i el desenvolupament econòmic sostenible. Aquesta ajuda es va suspendre a petició d'Aruba el 2009. Des del 2015, però, s'ha reintroduït una forma de supervisió financera perquè el deute d'Aruba ha augmentat bruscament fins a més del 80% del PIB.
Aruba també té dues zones de lliure comerç (Barcadera i Bushiri), on la importació i exportació i el moviment de serveis estan lliures d'impostos.

### Turisme

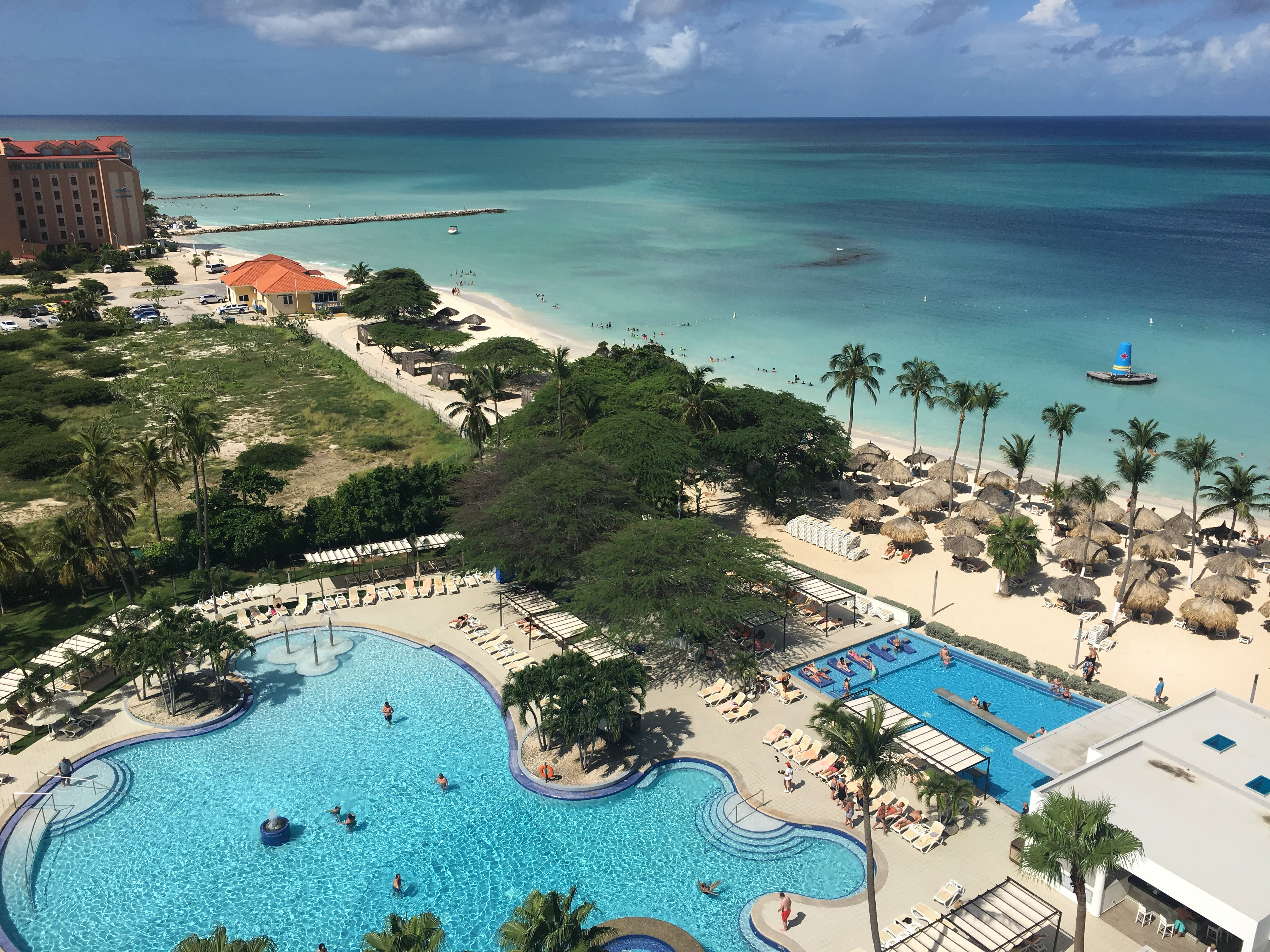
Un centre turístic a l'illa

Aruba té una indústria turística gran i ben desenvolupada, que va rebre 1.082.000 turistes que van passar la nit al seu territori el 2018. Sobre 3⁄4 del producte nacional brut d'Aruba s'obtenen mitjançant el turisme i activitats relacionades. La majoria de turistes són d'Amèrica del Nord, amb una quota de mercat del 73,3%, seguit d'Amèrica Llatina amb un 15,2% i d'Europa amb un 8,3%. El 2018, hi va haver 40.231 visitants dels Països Baixos.
Per als passatgers d'avions privats amb destinació als Estats Units, el Departament de Seguretat Nacional dels Estats Units (DHS), la Duana i la Protecció de Fronteres dels EUA (CBP) disposa d'una instal·lació de preautorització completa des de l'1 de febrer de 2001, quan es va aampliarl'Aeroport Internacional Reina Beatrix. Des del 2008, Aruba és l'única illa que disposa d'aquest servei per a vols privats.
Hi ha molts hotels de luxe i de menor luxe, concentrats principalment a les platges de la costa oest. A Palm Beach es troben els hotels de luxe destinats als turistes nord-americans. Aquesta zona també s'anomena "zona de gran alçada", perquè la majoria dels hotels es troben en edificis de gran alçada (segons els estàndards d'Aruba). Eagle Beach, a poca distància de Palm Beach en direcció a Oranjestad, ofereix hotels a una escala una mica més petita i íntima en edificis de poca alçada, d'aquí el nom de "zona baixa".
Oranjestad és el port dels molts creuers que visiten Aruba. La indústria dels creuers és un pilar molt important del turisme a Aruba, ja que durant un creuer una gran part dels passatgers van a terra per visitar l'illa. Amb 334 arribades de creuers, Aruba va rebre 815.161 turistes de creuers el 2018. La temporada de creuers 2017/2018 va aportar 102,8 milions de dòlars a l'economia d'Aruba. Oranjestad també acull diversos hotels de luxe, centres comercials de luxe, carrers comercials orientats al turisme i instal·lacions d'hostaleria. El carrer principal, anomenat Caya GF (Betico) Croes, ha estat redissenyat en els darrers anys, incloent-hi un nou paviment, noves palmeres i una línia de tramvia per als turistes.

## Cultura

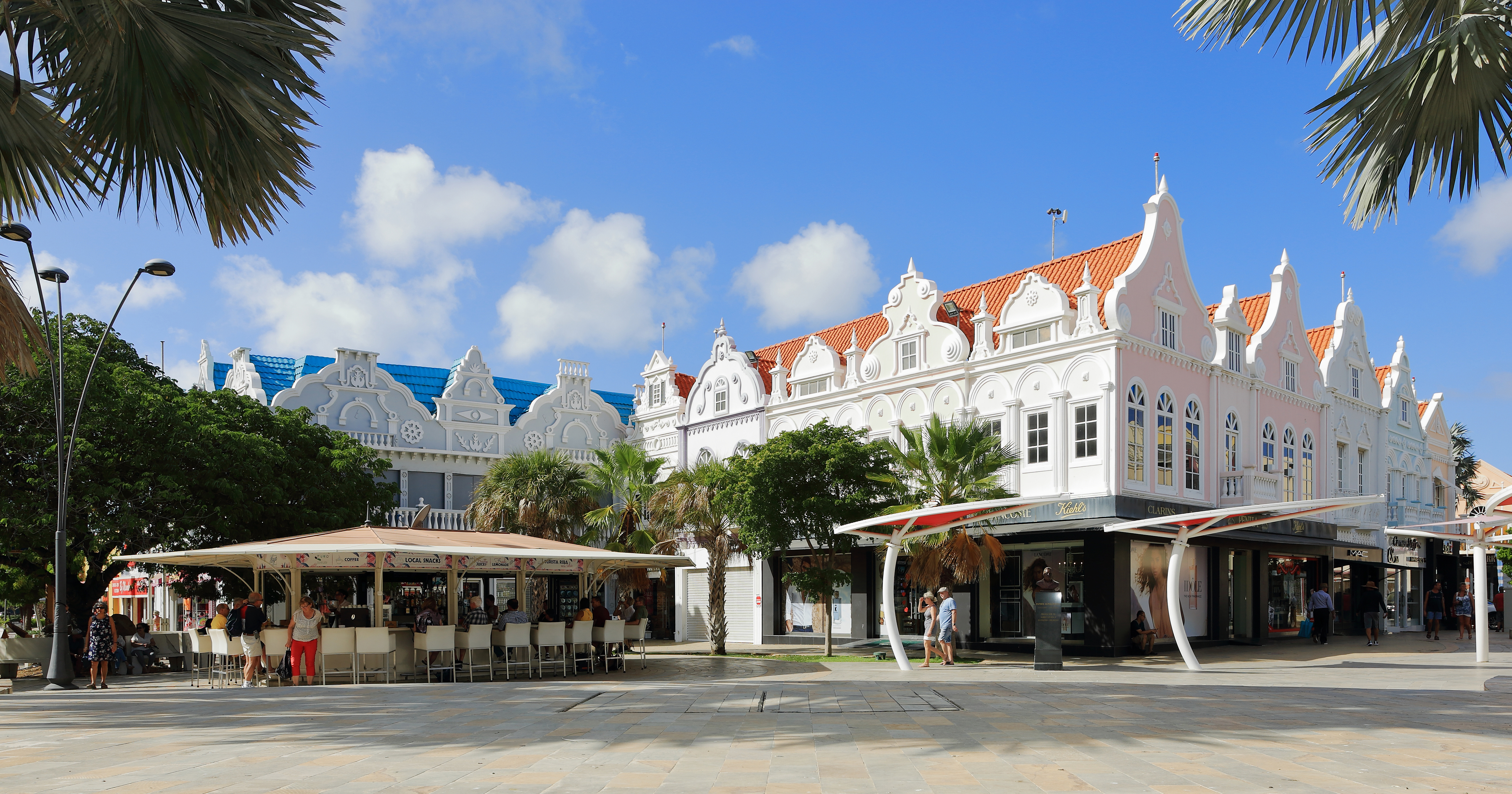
Edificis ornamentats a Oranjestad

Aruba té una cultura variada. Segons el Bureau Burgelijke Stand en Bevolkingsregister (BBSB), l'any 2005 hi havia noranta-dues nacionalitats diferents que vivien a l'illa. La influència holandesa encara es pot apreciar, com en la celebració del "Sinterklaas" els dies 5 i 6 de desembre i altres festes nacionals com el 27 d'abril, quan a Aruba i la resta del Regne dels Països Baixos l'aniversari del Rei o "Dia del Rei" (Koningsdag).
El 18 de març, Aruba celebra el seu Dia Nacional. Nadal i Cap d'Any se celebren amb la música i cançons típiques per a gaites per Nadal i el dande per l'Any Nou, i hallaca, ponche crema, pernil i altres aliments i begudes típiques. El 25 de gener se celebra l'aniversari de Betico Croes.
El festival de Carnaval també és important a Aruba, com ho és a molts països del Carib i Amèrica Llatina. La seva celebració a Aruba va començar a la dècada de 1950, influenciada pels habitants de Veneçuela i les illes properes (Curaçao, Sant Vicent, Trinitat, Barbados, St. Maarten i Anguila) que van venir a treballar per a la refineria de petroli. Amb els anys, la Festa del Carnaval ha anat canviant i ara comença des de principis de gener fins al dimarts anterior al dimecres de cendra, amb una gran cercavila l'últim diumenge de les festes (el diumenge anterior al dimecres de cendra).
El turisme dels Estats Units ha augmentat recentment la visibilitat de la cultura americana a l'illa, amb celebracions com Halloween a l'octubre i el Dia d'Acció de Gràcies al novembre.

### Arquitectura
Des de l'inici de la colonització dels Països Baixos fins a principis del segle xx, l'arquitectura de les zones més habitades d'Aruba va estar influenciada per l'estil colonial holandès i també per alguns elements espanyols dels missioners catòlics presents a Aruba que posteriorment es van establir a Veneçuela. també. Després del boom de la indústria petroliera i del sector turístic al segle xx, l'estil arquitectònic de l'illa va incorporar una influència més americana i internacional. A més, encara es poden veure elements de l'estil art déco en diversos edificis de San Nicolas. Per tant, es pot dir que l'arquitectura de l'illa és una barreja d'influències espanyoles, holandeses, americanes i caribenyes.

## Infraestructures

Producció elèctrica d'Aruba per font

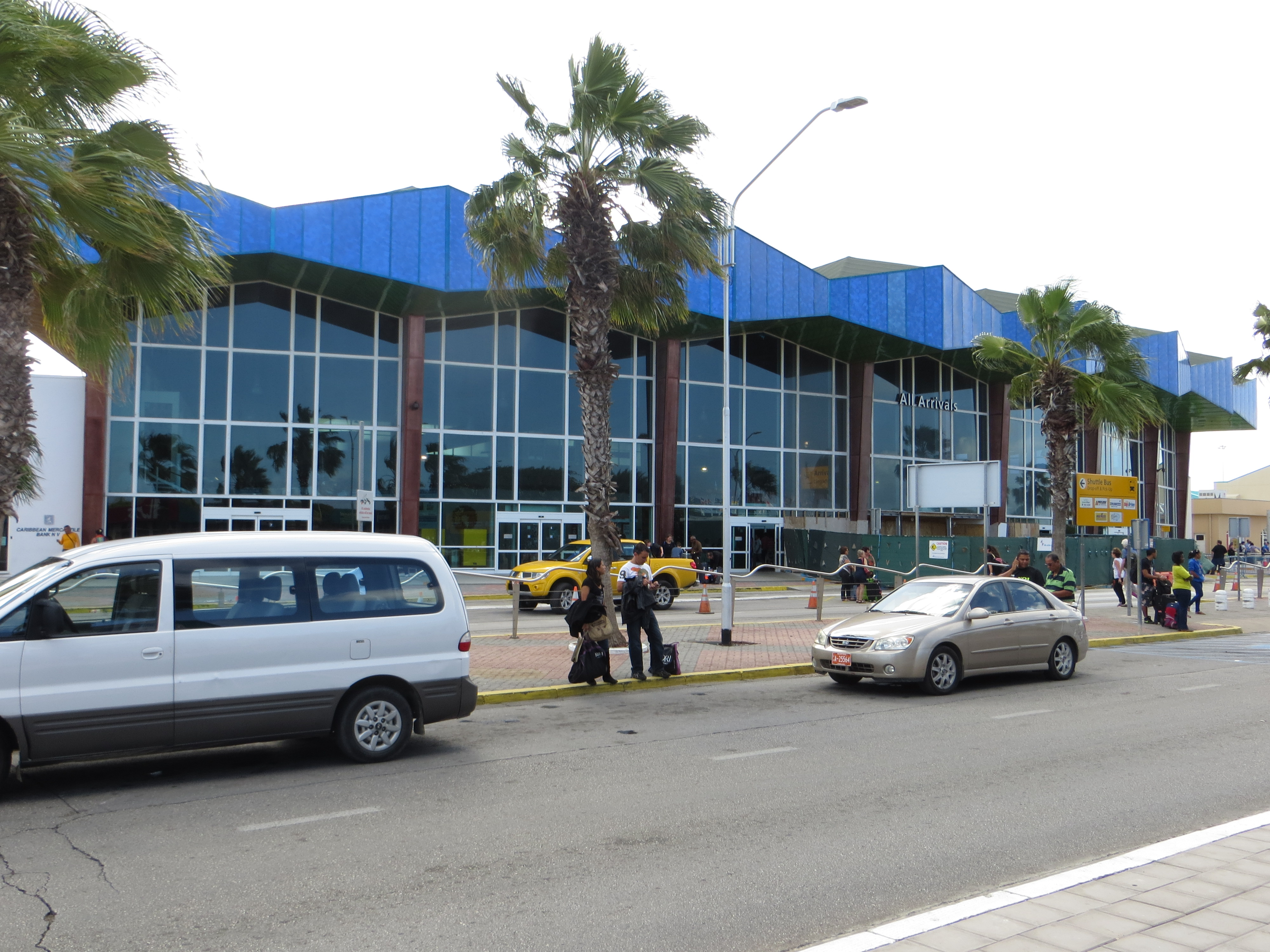
Edifici d'arribades a l'aeroport internacional Queen Beatrix

L'aeroport internacional Queen Beatrix d'Aruba és a prop d'Oranjestad.
Aruba té quatre ports: Barcadera, el principal port de càrrega, Paardenbaai, la terminal de creuers a Oranjestad/Taratata, Commandeurs Baai (Commander's Bay) a Savaneta, i Sint Nicolaas Baai a San Nicolaas. Paardenbaai dona servei a totes les línies de creuers com Royal Caribbean, Carnival, NCL, Holland America, MSC Cruises, Costa Cruises, P&amp;O Cruises i Disney. Gairebé un milió de turistes entren a aquest port a l'any. L'Autoritat dels Ports d'Aruba, propietat i operada pel govern d'Aruba, gestiona aquests ports marítims.
Arubus és una empresa d'autobusos propietat del govern. Els seus autobusos funcionen a partir de les 3:30 del matí fins a les 12:30 am, els 365 dies de l'any. Minibusos privats/zones de servei de transport de persones com l'Àrea Hotelera, San Nicolaas, Santa Cruz i Noord.
Un servei de tramvia funciona al carrer principal d'Oranjestad.

### Aigua
Water- en Energiebedrijf Aruba, NV (WEB) produeix aigua potable i energia. El consum diari mitjà a Aruba és d'uns 35600 m3/dia., i la generació d'energia mitjana és de 104 MW. A més de la producció, WEB també s'encarrega de la distribució d'aigua a l'illa. Elektriciteits Maatschappij Aruba, NV (NV Elmar) és l'únic distribuïdor d'electricitat a l'illa d'Aruba. NV Elmar també ofereix als seus clients l'oportunitat d'afegir panells solars o turbines eòliques. Juntament amb WEB Aruba NV, ambdues companyies comparteixen la mateixa participació matriu que és Utilities Aruba NV

### La gestió de residus
Planta de clavegueram: n'hi ha 3 per l'illa; Zeewijk, Parkietenbos i Bubali. El de Bubali (a prop del santuari d'ocells) té 4 dècades i està processant més de 8000 m³/dia. Al voltant del doble de la seva capacitat original de 4500 m³/dia (a causa del creixement d'Aruba).
Abocador de residus sòlids: el principal (16 ha) es troba a Parkietenbos des de l'any 1950. La capacitat és d'entre 130 i 150 quilotones anuals. De vegades hi ha una gran combustió espontània que genera contaminació.

### Comunicacions
Hi ha dos proveïdors de telecomunicacions: Setar amb seu al govern i Digicel, de propietat privada. Digicel és el competidor de Setar en tecnologia sense fil mitjançant la plataforma GSM.

## Llocs d'interès

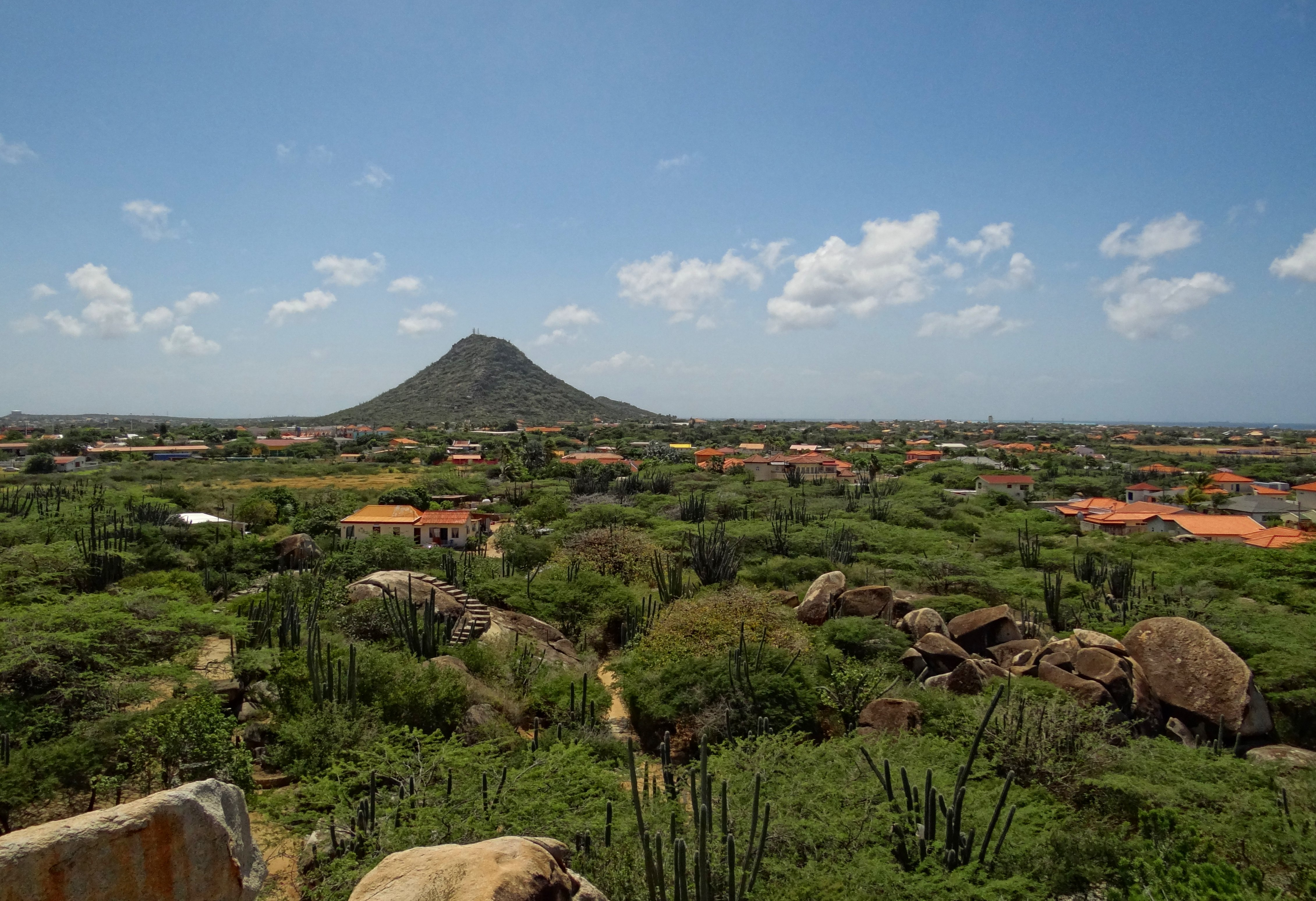
Muntanya Hooiberg

- Alto Vista Chapel

- Arikok National Park

- Ayo and Casibari Rock Formations

- Bushiribana and Balashi

- California Lighthouse

- Frenchman's Pass

- Hooiberg

- Mount Jamanota

- Natural Pool

- Quadiriki Caves

- Sint Nicolaas

- Lago Colony

Platges
- Arashi Beach
- Baby Beach
- Caves of Aruba
- Eagle Beach
- Palm Beach
- Palm Island
- Rodgers Beach

## Persones notables
- Dave Benton, músic arubano-estonià
- Alfonso Boekhoudt, 4t governador d'Aruba
- Xander Bogaerts, parador curt de la MLB
- Betico Croes, activista polític
- Denzel Dumfries, futbolista a Aruba, Selecció dels Països Baixos i Copa del Món de la FIFA
- Nydia Ecury, escriptora
- Henny Eman, primer primer ministre d'Aruba
- Mike Eman, 3r primer ministre d'Aruba
- Bobby Farrell, músic, antic i membre masculí de Boney M.
- Frans Figaroa, tinent governador d'Aruba 1979-1982
- Henry Habibe, poeta
- Andrew Holleran, novel·lista
- Maria Irausquin-Wajcberg, primera dona política escollida a Aruba
- Olindo Koolman, segon governador d'Aruba
- Juan Lampe, músic
- Macuarima, primer cap amerindi d'Aruba assassinat per un colon
- Calvin Maduro, llançador de la MLB

- Hedwiges Maduro, futbolista de la UEFA, la Lliga i la Copa del Món de la FIFA

- Jossy Mansur, editora del diari en llengua papiamento, Diario

- Diederick Charles Mathew, polític

- John Merryweather (1932–2019), primer ministre plenipotenciari d'Aruba[84]

- Nelson Oduber, 2n primer ministre d'Aruba

- Sarah-Quita Offringa, campiona del món de windsurf

- Olga Orman, escriptora i poeta[85]

- Sidney Ponson, llançador de la MLB

- Fredis Refunjol, 3r governador d'Aruba

- Julia Renfro, editora de diaris i fotògrafa

- Jeannette Richardson-Baars, directora de l'Acadèmia de Policia d'Aruba

- Xiomara Ruiz-Maduro, ministra d'Hisenda, Afers Econòmics i Cultura

- Chadwick Tromp, receptor de la MLB

- Felipe Tromp, primer governador d'Aruba

- Laura Wernet-Paskel, primera dona candidata política a Aruba

- Evelyn Wever-Croes, quarta primera ministra d'Aruba, primera dona primera ministra

## Demografia
| 1960   | 1961   | 1962   | 1963   | 1964   | 1965   | 1966   | 1967   | 1968   | 1969   | 1970   | 1971   | 1972   | 1973   | 1974   | 1975   | 1976   | 1977   | 1978   | 1979   | 1980   | 1981   | 1982   | 1983   | 1984   | 1985   | 1986   | 1987   | 1988   | 1989   | 1990   | 1991   | 1992   | 1993   | 1994   | 1995   | 1996   | 1997   | 1998   | 1999   | 2000   | 2001   | 2002   | 2003   | 2004   | 2005    | 2006    | 2007    | 2008    | 2009    | 2010    | 2011    | 2012    | 2013    | 2019    | 2021    | 2022    |
| 54.208 | 55.435 | 56.226 | 56.697 | 57.029 | 57.360 | 57.712 | 58.049 | 58.385 | 58.724 | 59.065 | 59.438 | 59.849 | 60.239 | 60.525 | 60.655 | 60.589 | 60.366 | 60.106 | 59.978 | 60.096 | 60.567 | 61.344 | 62.204 | 62.831 | 63.028 | 62.644 | 61.835 | 61.077 | 61.032 | 62.148 | 64.623 | 68.235 | 72.498 | 76.700 | 80.326 | 83.195 | 85.447 | 87.276 | 89.004 | 90.858 | 92.894 | 94.995 | 97.015 | 98.742 | 100.031 | 100.830 | 101.219 | 101.344 | 101.418 | 101.597 | 101.932 | 102.384 | 102.911 | 109.241 | 107.457 | 106.739 |

Pel que fa al país de naixement, s'estima que la població és 66% aruba, 9,1% colombiana, 4,3% holandesa, 4,1% dominicana, 3,2% veneçolana, 2,2% curaçaoana, 1,5% haitiana, 1,2% surinamesa, 1,1% peruana. % xinès, 6,2% altres.
Pel que fa a la composició ètnica, s'estima que la població és d'un 75% mestissa, un 15% negra i un 10% d'altres ètnies. L'herència arawak és més forta a Aruba que a la majoria de les illes del Carib; encara que no queden aborígens de sang pura, les característiques dels illencs indiquen clarament la seva herència genètica arauac. La majoria de la població descendeix d'indis Caquetio, esclaus africans i colons holandesos, i en menor mesura dels diversos altres grups que s'han establert a l'illa al llarg del temps, com els espanyols, portuguesos, anglesos, francesos, etc. i jueus sefardites.
Recentment, hi ha hagut una immigració substancial a l'illa des de les nacions veïnes d'Amèrica del Sud i el Carib, atrets pels llocs de treball més ben pagats. L'any 2007 es van introduir noves lleis d'immigració per ajudar a controlar el creixement de la població restringint els treballadors estrangers a un màxim de tres anys de residència a l'illa. Els més destacats són els de Veneçuela, que només són 29 km al sud.
El 2019, es calcula que els refugiats veneçolans recentment arribats són al voltant de 17.000, que representen al voltant del 15% de la població de l'illa.

## Economia
A causa del clima àrid, la producció agrícola és molt escassa. Malgrat tot, compta amb importants refineries en les que s'hi tracta el petroli veneçolà, la capacitat anual productiva del qual sobrepassa els 30 milions de tones. També disposa d'una gran planta dessaladora d'aigua de mar, que és considerada com una de les de més gran rendiment productiu del món.

## Cultura

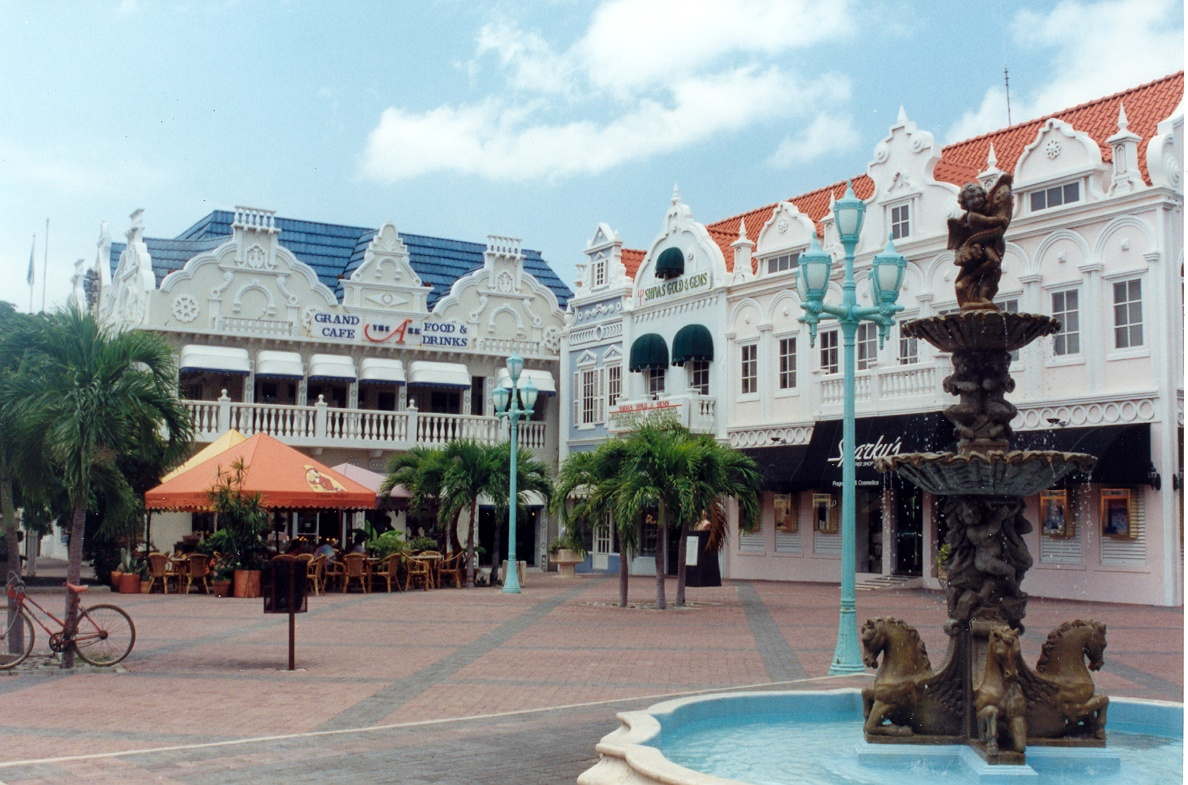
Edificis d'Oranjestad.

Aruba celebra la diada nacional el 18 de març. Des del 1976 té himne nacional (Aruba Dushi Tera) i bandera pròpia.
Els orígens de la població i de la situació geogràfica de l'illa han donat a Aruba una cultura mestissa. Encara s'hi nota força la influència holandesa, com en la celebració de "Sinterklaas" el 5 de desembre o en altres sis festes nacionals, com ara el dia 27 d'abril, en què se celebra el Dia del rei (Koningsdag), com a la resta dels Països Baixos.
Segons el Bureau Burgelijke Stand en Bevolkingsregister (BBSB), el 2005 a Aruba hi residia gent de noranta-dues nacionalitats diferents.

### Llengua
La llengua és una part important de la cultura de l'illa. La barreja cultural ha propiciat el naixement d'una llengua criolla, el papiament, que és la llengua predominant d'Aruba. La llengua oficial és el neerlandès, però els habitants de l'illa parlen papiament.
Es tracta d'una llengua que al llarg dels segles ha anat absorbint paraules i expressions d'altres llengües, com ara del neerlandès, l'anglès, el francès, diverses llengües africanes i, sobretot, del portuguès i del castellà. A Aruba hi ha força gent que sap anglès, i també és freqüent que es conegui el castellà.
El llibre Buccaneers of America, publicat per primera vegada l'any 1678, afirma a través d'un testimoni presencial que els nadius d'Aruba ja parlaven espanyol. El castellà es va convertir en una llengua important al segle XVIII a causa dels estrets vincles econòmics amb les colònies espanyoles del que avui són Veneçuela i Colòmbia. Les cadenes de televisió veneçolanes es reben a l'illa i Aruba també té importants comunitats veneçolanes i colombianes. Al voltant del 13% de la població actual parla espanyol de manera nativa.
En els darrers anys, el govern d'Aruba ha mostrat interès a reconèixer la importància històrica i cultural del papiament. Tot i que oralment hi ha poques diferències amb el que es parla a les altres illes, hi ha molta diferència en la llengua escrita. Com que l'ortografia no està regulada, hi ha grups que s'apropen més a les arrels portugueses i d'altres a les neerlandeses: els primers, per exemple, escriuen y on els segons escriuen j.
A Aruba hi ha quatre diaris que es publiquen en papiament: Diario, Bon Dia, Solo di Pueblo i Awe Mainta, i dos en anglès: Aruba Today i The News. Amigoe és el diari publicat en neerlandès. Aruba té 18 emissores de ràdio (dues AM i 16 FM) i dues estacions de televisió (Telearuba i Channel 22).

### Religió
El catolicisme romà és la religió dominant, practicada per al voltant del 75% de la població. Diverses denominacions protestants també són presents a l'illa.

### Museus
- Museu d'antiguitats d'Aruba
- Museu numismàtic d'Aruba

## Fauna i flora

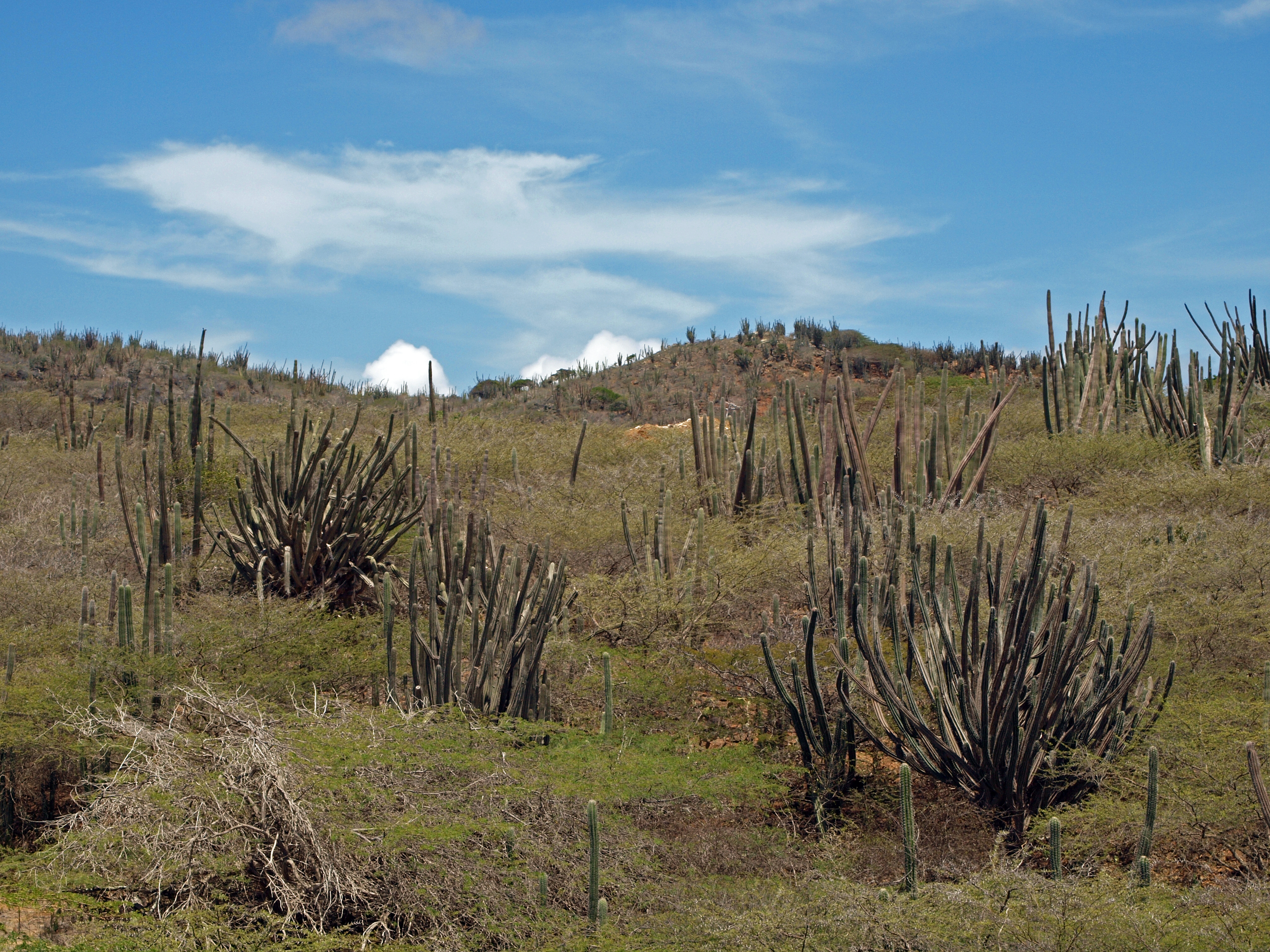
Cactus al Parc Nacional d'Arikok

L'aïllament d'Aruba de la part continental d'Amèrica del Sud ha afavorit l'evolució de múltiples animals endèmics. L'illa proporciona un hàbitat per a l'endèmic cua de esclat d'Aruba i la serp de cascavell d'Aruba, així com una subespècie endèmica de mussol i periquito de gola bruna.
La flora d'Aruba difereix de la típica vegetació d'illa tropical. Els matollars xèrics són comuns, amb diverses formes de cactus, arbustos espinosos i fulles perennes. L'àloe vera també és present, la seva importància econòmica li val un lloc a l'escut d'armes d'Aruba .
Cactus com Melocactus i Opuntia estan representats a Aruba per espècies com Opuntia stricta. Arbres com Caesalpinia coriaria i Vachellia tortuosa són tolerants a la sequera.